# ナンシー・カートライト (哲学者)
ナンシー・カートライト（Nancy Cartwright、1944年6月24日 - ）は、アメリカの科学哲学者である。国際科学会議（ISC）傘下の国際科学史・科学哲学連合理事会（DLMPST）前会長であり、現在、カリフォルニア大学サンディエゴ校およびダラム大学において哲学教授を務めている。主著は『いかにして物理法則は嘘をつくか(How the Laws of Physics Lie)』であり、イアン・ハッキングらと共に科学哲学における対象実在論(介入実在論)を主張している。

## 生涯
ピッツバーグ大学で数学の学士号（BSc）を、イリノイ大学シカゴ校（コングレスサークルキャンパス）で哲学の博士号（Ph.D.）を取得した。博士論文は量子力学における「混合」の概念に関するものであった。現在の職務に就く以前は、メリーランド大学、スタンフォード大学、ロンドン・スクール・オブ・エコノミクス（LSE）にて教鞭を執っていた。また、オスロ大学、プリンストン大学、カリフォルニア工科大学（Caltech）、ピッツバーグ大学、ケンブリッジ大学、UCLAにて客員教授を歴任している。現在、台湾の国立清華大学において名誉特別教授（Tsing Hua Honorary Distinguished Chair Professor）を、またヴェネツィアのカ・フォスカリ大学では客員研究員を務めている。さらに、ロンドン・スクール・オブ・エコノミクス（LSE）における自然科学・社会科学哲学センター（CPNSS）や、ダラム大学における科学・社会に関わる人文学センター（CHESS）を共同設立した。
イギリスおよびアメリカにおいて、多くの学生を指導し、その中には後に専門的な科学哲学者として活躍したナオミ・オレスケス、マウリシオ・スアレス、ロマン・フリッグ、ジェレミー・ホウィック、ピーター・メンジース、ハソク・チャンなども含まれる。また、ムアンマル・アル＝カッザフィー(カダフィ大佐)の次男であるサイフ・アル＝イスラム・カダフィ(セイフ・イスラム)の指導教官も務めており、これは後に議論を巻き起こした。
哲学者スチュアート・ハンプシャーと結婚しており、彼が2004年に逝去するまでその関係は続いた。また、以前には哲学者イアン・ハッキングとも結婚していた。彼女には二人の娘、エミリーとソフィー・ハンプシャー・カートライトがおり、さらに二人の孫娘、ルーシー・チャールトンとタビサ・エミリー・カートライト・スプレイがいる。

## 思想
カートライトの科学哲学における立場は、パトリック・サッペス、ジョン・デュプレ、ピーター・ガリソン、イアン・ハッキングらによる「スタンフォード学派」と関連しており、抽象的な科学理論ではなく、科学的実践に重きを置くことを特徴とする。カートライトは自然法則、因果関係と因果推論、自然科学および社会科学における科学モデル、客観性、そして科学の統一性に関する論争において重要な貢献を果たしてきた。近年では、政策決定に資する証拠とその活用方法に焦点を当てた研究に取り組んでいる。
バルセロナ大学の哲学者カール・ホーファーは、カートライトの哲学について次のように述べている。
ナンシー・カートライトの科学哲学は、彼女自身の見解では経験主義の一形態に属するものであるが、その特徴はヒュームやカルナップの流れをくむ経験主義ではなく、ノイラートやジョン・スチュアート・ミルの系譜に連なるものである。彼女が注目するのは、哲学的懐疑や帰納、または科学と非科学の境界問題ではなく、実際の科学がいかにしてその成功を収めているのか、またその成功を理解するためにどのような形而上学的および認識論的前提が必要なのかという点である。

カートライトは、多くの実務的な科学者と同様に、科学者や技術者が行う観察や介入に対して、特にそれらと因果関係とのつながりについて、実践的かつ現実主義的な立場をとっている。たとえば、科学者が不純物による信号損失をケーブル内で観察する場合や、逆転分布を刺激してレーザー発振を引き起こす場合のように、因果関係に対する懐疑的態度は一切介在しない。科学的実践において、因果関係が果たす（あるいは、複数の）根本的な役割は否定しがたく、それを受けてカートライトが行うのは、経験主義の徹底的な再構築である。この再構築の過程で、従来の科学観の多くの支柱が再考を余儀なくされるが、とりわけ「自然法則の根本性」が大きく揺らぐことになる。

## 受賞
カートライトは、2009年から2010年にかけて科学哲学協会（Philosophy of Science Association）の会長を務め、2007年から2008年にはアメリカ哲学協会（American Philosophical Association）太平洋部会の副会長、2008年から2009年には同部会の会長を歴任した。また、2020年から2023年まで論理学・方法論・科学技術哲学部会（Division for Logic, Methodology and Philosophy of Science and Technology）の会長に選出されている。ロンドン・スクール・オブ・エコノミクスでは名誉教授を務めており、イギリス学士院のフェロー、アメリカ芸術科学アカデミーの会員、ドイツ科学アカデミー・レオポルディーナの会員、社会科学アカデミーのフェローでもある。さらに、サザン・メソジスト大学およびセント・アンドリューズ大学から名誉学位を授与されており、マッカーサー・フェローシップも受賞している。
カートライトは、2017年にファイ・ベータ・カッパ学会（Phi Beta Kappa Society）から哲学的業績に対するマーティン・R・レボウィッツ賞を受賞した(エリオット・ソーバーと同時受賞）。2018年に科学哲学協会からカール・グスタフ・ヘンペル賞を授与された。.
2017年、カートライトはアメリカ哲学協会（American Philosophical Association）によりカラス講義（Carus Lectures）の講演者に選ばれた。彼女は「自然、巧妙なモデル作成者：彼女は『ニューヨーカー』を読み、神を信じ、短期的な視点を持つ」というタイトルの一連の講義を行った。その講義は、2019年に追加のエッセイとともに『自然、巧妙なモデル作成者：法則、科学、自然が世界をどのように配置し、私たちがそれをどのようにより良く配置できるかに関する講義』というタイトルで出版された。

## 著作

### 本
- Cartwright, Nancy (1983). How the Laws of Physics Lie. Oxford University Press. doi:10.1093/0198247044.001.0001. ISBN 978-0-19-824704-3 Translated to Chinese.
- Nature's Capacities and Their Measurement, Oxford University Press (October 1989) ISBN 0-19-824477-0
- The Dappled World: A Study of the Boundaries of Science, Cambridge University Press (September 1999) ISBN 0-521-64411-9
- Hunting Causes and Using Them: Approaches in Philosophy and Economics, Cambridge University Press (June 2007) ISBN 0-521-86081-4. Translated to Chinese.
- Evidence Based Policy: A Practical Guide to Doing It Better, with Jeremy Hardie, Oxford University Press (2012)
- Philosophy of Social Science: a new introduction, with Eleonora Montuschi, Oxford University Press (2014)
- Improving Child Safety: deliberation, judgement and empirical research, with Munro, E., Hardie, J. and Montuschi, E. (2017)
- Nature, the Artful Modeler: Lectures on Laws, Science, How Nature Arranges the World and How We Can Arrange It Better (The Paul Carus Lectures). Open Court (2019)

### 論文
- Cartwright, Nancy (1980). “Do the Laws of Physics State the Facts?”. Pacific Philosophical Quarterly (Wiley) 61 (1–2):  75–84. doi:10.1111/j.1468-0114.1980.tb00005.x. ISSN 0279-0750.
- Cartwright, Nancy (1 June 1994). “XII—Fundamentalism vs. the Patchwork of Laws”. Proceedings of the Aristotelian Society (Oxford University Press (OUP)) 94 (1):  279–292. doi:10.1093/aristotelian/94.1.279. ISSN 0066-7374.
- Cartwright, Nancy (2001). Sugden, Sherwood J. B.. ed. “What Is Wrong With Bayes Nets?” (ドイツ語). Monist (Oxford University Press (OUP)) 84 (2):  242–264. doi:10.5840/monist20018429. ISSN 0026-9662.
- Cartwright, Nancy (2004). “Causation: One Word, Many Things”. Philosophy of Science (University of Chicago Press) 71 (5):  805–820. doi:10.1086/426771. ISSN 0031-8248.
- Cartwright, Nancy (2011). “A philosopher's view of the long road from RCTs to effectiveness”. The Lancet (Elsevier BV) 377 (9775):  1400–1401. doi:10.1016/s0140-6736(11)60563-1. ISSN 0140-6736. PMID 21520508.